# Ekesås och Långarör
Ekesås och Långarör var före 2015 en av SCB avgränsad och namnsatt småort i Växjö kommun i Kronobergs län. Småorten upphörde 2015 när området växte samman med bebyggelsen i Växjö.
Den omfattade bebyggelse i de två orterna belägna i Gårdsby socken.